# Le Nain

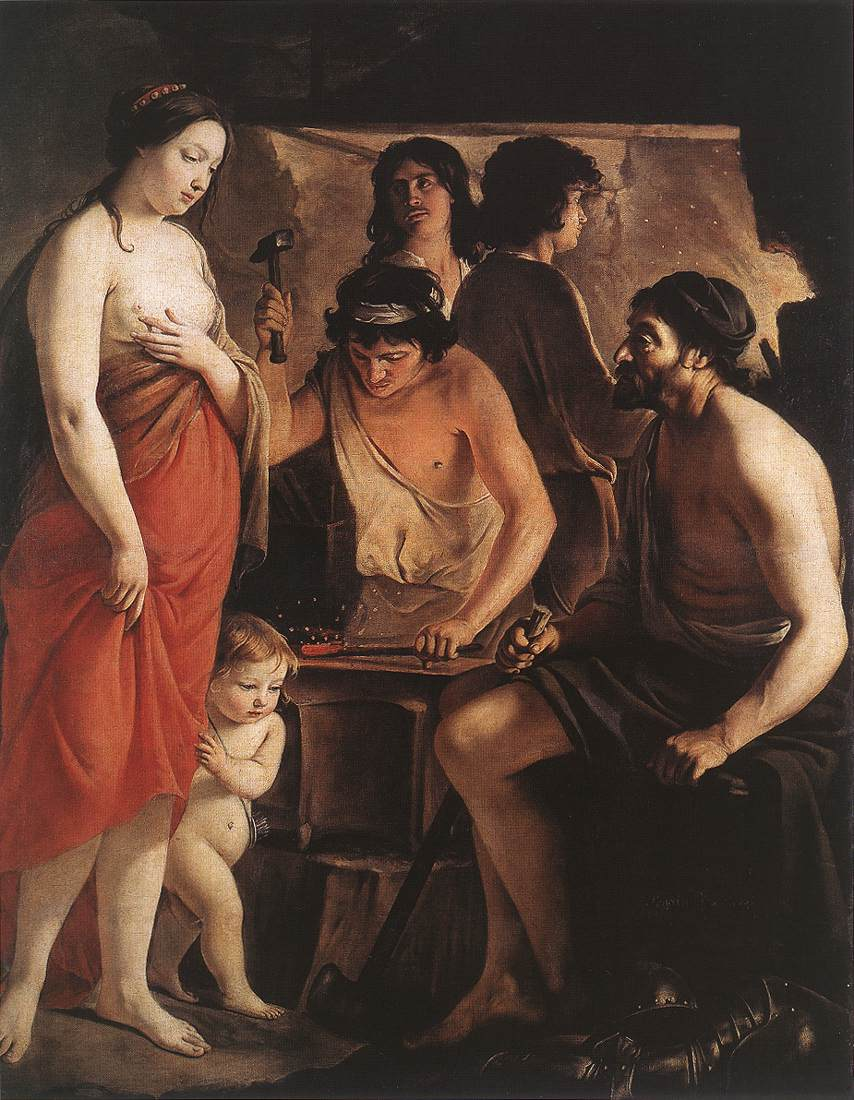
Vênus na forja de Vulcão, Musée St. Denis, Reims

Os três Irmãos Le Nain foram pintores franceses do século XVII (Antoine Le Nain (c.1599-1648), Louis Le Nain (c.1593-1648), e Mathieu Le Nain (1607–1677)), que nasceram em Laon, no norte da França.
Mathieu nasceu em 1607 e acredita-se que Antoine e Louis nasceram em 1588 e 1593, respectivamente. Em 1630, todos os três moravam em Paris, onde compartilhavam o ateliê criado por Antoine, que tinha entrado na Guilda de Pintores da cidade, o que permitia que seus irmãos trabalhassem com ele sem pagar taxas.
Por causa da semelhança de estilos de pintura e da dificuldade de distinguir entre as obras de cada irmão, são geralmente referidos como uma entidade única: Le Nain.  Louis talvez tenha visitado a Itália e tenha sido influenciado pelo arista holandês Pieter van Laer, que vivia em Roma mas passou pela França na metade da década de 1620. O assunto de suas pinturas era incomum para a época: o mundo de Paris era cheio de alegorias mitológicas e de ações heroicas do rei, mas os Le Nain enfocavam a vida rural e campesina.
Também produziram iluminuras e retratos. Mathieu tornou-se o pintor oficial (Peintre Ordinaire) de Paris em 1633 e, mais tarde, tornou-se cavaleiro. Pintou retratos de Maria de Médici e o Cardeal Jules Mazarin, mas essas obras parecem ter desaparecido, talvez durante a Revolução Francesa.
Antoine e Louis morreram em 1648.  Mathieu viveu até 1677 e recebeu, em 1662, a Ordem de São Miguel. Contudo, foi expulso da Ordem um ano depois e preso em 1662 por ter portado o colar da Ordem sem permissão.
As pinturas dos Le Nain tiveram um revival em 1840 e, graças a Champfleury, foram expostas no Louvre em 1848. Champfleury era amigo do pintor realista Gustave Courbet. A qualidade ingênua das obras de Le Nain exerceram influência em artistas do século XIX, como o próprio  Courbet.